# Sophie Bray
Sophie Charlotte Bray (Grasse, 12 de mayo de 1990) es una jugadora británica de hockey sobre césped.

## Trayectoria
Bray tuvo su debut olímpico en Río 2016. En su primer juego olímpico, venció a Países Bajos, en la final y obtuvo la medalla de oro, por primera vez en la historia de su selección.